# Való Világ 9
A Való Világ 9 Powered by Big Brother (gyakran használt rövidítéssel VV9) a Való Világ realityműsor kilencedik szériája, amelyet az előző három évadhoz hasonlóan ismét az RTL II-n sugároztak.
A műsor 2018. november 4-én vette kezdetét, mely a jól megszokott Való Világ, és a Big Brother realitysorozat keveréke volt.
A show műsorvezetői az egykori villalakó, és az előző évad műsorvezetője, Nádai Anikó és társa, az X-Faktor egyik mentora, Puskás Péter voltak. A kapcsolódó kísérőműsort a Való Világ 4 harmadik helyezettje, Baukó Éva és Gáspár Győző vezette.
A szériát 106 nap után Zsuzsu nyerte, ezzel ő lett a műsor első női győztese 17 év után.
Az előző szériákhoz hasonlóan a nézők ebben a szériában is applikáción keresztül szavazhattak arról, hogy egy adott párbajról ki térhessen vissza győztesen. Az RTL24 alkalmazás előnye, hogy több RTL Csoport által vetített műsor menetét is befolyásolni lehetett egyszerre.

## A műsor menete
Az első adás november 4.-én, vasárnap 17:00-kor kezdődött. A műsort mindennap élőben közvetítette az RTL II 22:00-tól (vasárnaponként: 21:00-tól).  Az előző évadokhoz képest újítás volt, hogy a villalakók bizonyos feladatok mentén a Való Világban először kommunikálni tudtak a külvilággal, így vlogoltak az RTL Klub különböző webes felületein. A műsort a készítők a bejelentéskor négy hónaposra tervezték, így végül a 9. évad 2019. február 17-én ért véget.
Ebben az évadban is jelentkezett a Való Világ kísérő műsora a BeleValóVilág, mely mindennap 23:00-kor kezdődött (kivételes esetekben 23:30-tól vagy 24:00-tól). Ezt a műsort Baukó Éva és Gáspár Győző vezette.
| A Való Világ 9 powered by BigBrother műsorideje az RTL II-n. | A Való Világ 9 powered by BigBrother műsorideje az RTL II-n. | A Való Világ 9 powered by BigBrother műsorideje az RTL II-n. | A Való Világ 9 powered by BigBrother műsorideje az RTL II-n. |
| ------------------------------------------------------------ | ------------------------------------------------------------ | ------------------------------------------------------------ | ------------------------------------------------------------ |
| nap                                                          | VV9                                                          | VV9 ismétlése                                                | BeleValó                                                     |
| Hétfő                                                        | 22:00                                                        | Kezdetben 16:20-tól majd november 26-tól megszűnt.           | 23:00                                                        |
| Kedd                                                         | 22:00                                                        | Kezdetben 16:20-tól majd november 26-tól megszűnt.           | 23:00                                                        |
| Szerda                                                       | 22:00                                                        | Kezdetben 16:20-tól majd november 26-tól megszűnt.           | 23:00                                                        |
| Csütörtök                                                    | 22:00                                                        | Kezdetben 16:20-tól majd november 26-tól megszűnt.           | 23:00                                                        |
| Péntek                                                       | 22:00                                                        | Kezdetben 16:20-tól majd november 26-tól megszűnt.           | 23:00                                                        |
| Szombat                                                      | 22:00                                                        | 14:50                                                        | 23:00                                                        |
| Vasárnap                                                     | 21:00                                                        | 20:00                                                        | 23:00                                                        |

## Villalakók
A 9. széria első hét villalakóját 2018. november 3-án 19 órakor mutatták be a Fókusz Pluszban.
| Név                         | Kor | Lakhely  | Foglalkozás                   | Beköltözés ideje   |
| --------------------------- | --- | -------- | ----------------------------- | ------------------ |
| Reni (Beslits Renáta)       | 20  | Budapest | sztriptíztáncos               | 2018. november 4.  |
| Adri (Horváth Adrienn)      | 26  | Budapest | értékesítő, férfikommunikátor | 2018. november 4.  |
| Csoki (Tanoh Christopher)   | 21  | Budapest | tolmács                       | 2018. november 4.  |
| Krisztián (Dobos Krisztián) | 23  | Budapest | erotikus színész              | 2018. november 4.  |
| Zsuzsu (Varga Zsuzsanna)    | 23  | Bük      | pincér                        | 2018. november 4.  |
| Cintike (Kotrics Cintia)    | 27  | Győr     | pincér                        | 2018. november 4.  |
| Greg (Einwiller Gregor)     | 30  | Budapest | ápoló                         | 2018. november 4.  |
| Radics (Radics Attila)      | 25  | Budapest | youtuber                      | 2018. november 5.  |
| Ginu (Keller Genovéva)      | 19  | Érd      | erotikus masszőr              | 2018. november 6.  |
| Era (Kőkuti Erika)          | 25  | Budapest | pultos                        | 2018. november 7.  |
| Roli (Nyéki Roland)         | 29  | Budapest | futár                         | 2018. november 7.  |
| Hunor (Dobos Hunor)         | 26  | Budapest | flotta vezető                 | 2018. november 8.  |
| Vivien (Bétéri Vivien)      | 18  | Budapest | tanuló                        | 2018. november 11. |
| Lacika (Bódi László)        | 28  | Budapest | pék                           | 2018. november 11. |

## Kiválasztás
| Villalakók   | 0.                           | 1.                           | 2.                               | 3.                         | 4.                            | 5.                            | 6.                            | 7.                          | 8.                            | 9.          | Státusz                                     |
| Villalakók   | 2018                         | 2018                         | 2018                             | 2018                       | 2018                          | 2018                          | 2019                          | 2019                        | 2019                          | 2019        | Státusz                                     |
| Villalakók   | november 11.                 | november 11.                 | november 25.                     | december 9.                | december 16.                  | december 30.                  | január 13.                    | január 27.                  | február 4.                    | február 11. | Státusz                                     |
| ------------ | ---------------------------- | ---------------------------- | -------------------------------- | -------------------------- | ----------------------------- | ----------------------------- | ----------------------------- | --------------------------- | ----------------------------- | ----------- | ------------------------------------------- |
| Zsuzsu       | 9,8%                         | Radics                       | Vivien                           | Krisztián                  | Roli                          | Vivien                        | Roli                          | Reni                        | [f]                           | Roli        | Győztes (105 napot töltött a Villában)      |
| Hunor        | 20,6%                        | Radics                       | Csoki                            | Krisztián                  | Lacika                        | Greg                          | Adri                          | Zsuzsu                      | Adri                          | Zsuzsu      | 2. helyezett (101 napot töltött a Villában) |
| Greg         | 7,5%                         | Hunor                        | Csoki                            | Krisztián                  | Roli                          | Vivien                        | Roli                          | Roli                        | Roli                          | Hunor       | 3. helyezett (105 napot töltött a Villában) |
| Roli         | 10,4%                        | Reni                         | Csoki                            | Krisztián                  | Reni                          | Greg                          | Adri                          | Zsuzsu                      | Greg                          | Zsuzsu      | Kiszavazva (100 napot töltött a Villában)   |
| Adri         | 3,2%                         | Radics                       | Ginu                             | Vivien                     | Vivien                        | Vivien                        | Lacika                        | Hunor                       | Roli                          |             | Kiszavazva (98 napot töltött a Villában)    |
| Reni         | 6,1%                         | Roli                         | Ginu                             | Era                        | Era                           | Vivien                        | Roli                          | Roli                        |                               |             | Kiszavazva (91 napot töltött a Villában)    |
| Lacika       | Még nem volt játékban        | Még nem volt játékban        | Csoki                            | Krisztián                  | Hunor                         | Greg                          | Adri                          |                             |                               |             | Kiszavazva (70 napot töltött a Villában)    |
| Vivien       | Még nem volt játékban        | Még nem volt játékban        | Csoki                            | Adri                       | Zsuzsu                        | Greg                          |                               |                             |                               |             | Kiszavazva (56 napot töltött a Villában)    |
| Era          | 6,2%                         | Radics                       | Csoki                            | Krisztián                  | Zsuzsu                        |                               |                               |                             |                               |             | Kiszavazva (46 napot töltött a Villában)    |
| Csoki        | 9,6%                         | Roli                         | Ginu                             | Krisztián                  | [c]                           |                               |                               |                             |                               |             | Kizárva (48 napot töltött a Villában)[d]    |
| Krisztián    | 5,3%                         | Roli                         | Csoki                            | Zsuzsu                     |                               |                               |                               |                             |                               |             | Kiszavazva (42 napot töltött a Villában)    |
| Ginu         | 4,4%                         | Csoki                        | Reni                             |                            |                               |                               |                               |                             |                               |             | Kiszavazva (26 napot töltött a Villában)    |
| Radics       | 12,6%                        | Roli                         |                                  |                            |                               |                               |                               |                             |                               |             | Kiszavazva (13 napot töltött a Villában)    |
| Cintike      | 4,3%                         |                              |                                  |                            |                               |                               |                               |                             |                               |             | Kiszavazva (7 napot töltött a Villában)     |
|              |                              |                              |                                  |                            |                               |                               |                               |                             |                               |             |                                             |
| Védett       |                              | Adri[a] Lacika[b] Vivien[b]  | Era                              | Csoki                      | Adri                          | Roli                          | Greg                          | Adri Greg[e]                | Zsuzsu                        |             |                                             |
| Kiválasztott | Radics                       | Csoki                        | Krisztián                        | Roli                       | Greg                          | Adri                          | Zsuzsu                        | Roli                        | Zsuzsu                        |             |                                             |
| Kihívott     | november 14.                 | november 28.                 | december 12.                     | december 19.               | január 2.                     | január 16.                    | január 30.                    | február 6.                  | február 13.                   |             |                                             |
| Kihívott     | Era                          | Ginu                         | Adri                             | Era                        | Vivien                        | Lacika                        | Reni                          | Adri                        | Roli                          |             |                                             |
| Párbaj       | november 18.                 | december 2.                  | december 16.                     | december 23.               | január 6.                     | január 20.                    | február 3.                    | február 10.                 | február 15.                   |             |                                             |
| Párbaj       | Radics (44,49%) Era (55,51%) | Csoki (68,06%) Ginu (31,94%) | Krisztián (23,13%) Adri (76,87%) | Roli (75,85%) Era (24,15%) | Greg (72,83%) Vivien (27,17%) | Adri (62,74%) Lacika (37,26%) | Zsuzsu (67,61%) Reni (32,39%) | Roli (56,82%) Adri (43,18%) | Zsuzsu (60,64%) Roli (39,36%) |             |                                             |
| Kiszavazott  | Cintike                      | Radics                       | Ginu                             | Krisztián                  | Era                           | Vivien                        | Lacika                        | Reni                        | Adri                          | Roli        |                                             |

| ↑ a: Az aktuális villamester, azaz Roli dönthetett, hogy a szimpátiaszavazás utolsó két helyezettje közül melyiknek ad lila kendőt, és melyiket küldi haza. Adri és Cintike közül a lila kendőt Adrinak adta, így ő védett lett a héten. |
| ↑ b: Vivien és Lacika az első kiválasztás előtt pár perccel költöztek be a Villába, így védettséget kaptak a hétre. |
| ↑ c: Csoki a héten több feladatban nem vett részt, így szabályszegést követett. Büntetésképp nem szavazhatott a kiválasztás alatt. |
| ↑ d: Csoki egy éles tárgyat dobott oda előzetes figyelmeztetés nélkül Zsuzsuhoz, ezzel a lány testi épségét veszélyeztette. A villaszabályzat 3.2 bekezdése szerint ez a cselekedet azonnali kizárást vont maga után.                    |
| ↑ e: Greg felhasználva szuperképességét, magára kötötte a lila kendőt, így ő a héten védett lett. |
| ↑ f: Roli felhasználva szuperképességét, elvette Zsuzsutól a jelrakás jogát. Így Zsuzsu a kiválasztáson nem szavazhatott. |

### Szimpátiaszavazás
A korábbi évadokhoz hasonlóan a nézők szavazhattak, mely villalakó számukra a legszimpatikusabb. Ebben az évadban a nézők szavazatai alapján a legkevesebb szavazattal rendelkező villalakók veszélyzónába kerültek, ahonnan a villamester döntötte el, hogy ki távozzon a villából. A veszélyzónából továbbjutott játékos védettséget kapott a következő hétre.

### Villamesteri pozíció
| Villamester | Nap            |
| ----------- | -------------- |
| Krisztián   | 2.nap-3.nap    |
| Radics      | 3.nap-5.nap    |
| Roli        | 5.nap-17.nap   |
| Krisztián   | 17.nap-31.nap  |
| Vivien      | 31.nap-38.nap  |
| Reni        | 38.nap-44.nap  |
| Greg        | 44.nap-52.nap  |
| Roli        | 52.nap-59.nap  |
| Zsuzsu      | 59.nap-79.nap  |
| Roli        | 79.nap-87.nap  |
| Hunor       | 87.nap-94.nap  |
| Greg        | 94.nap-106.nap |

### Finálé

#### A végeredmény
| Finalista | Eredmény | Eredmény    | Státusz     |
| Finalista | Első kör | Második kör | Státusz     |
| --------- | -------- | ----------- | ----------- |
| Zsuzsu    | 49,82%   | 54,31%      | Győztes     |
| Hunor     | 37,17%   | 45,69%      | 2.helyezett |
| Greg      | 13,01%   |             | 3.helyezett |

#### Az est menete
A Finálé 2019. február 17-én kerül megrendezésre, ahol Zsuzsu, Hunor és Greg küzdött meg a főnyereményért.
Az utolsó nap összefoglalóját követően lezárták a szavazást. A legkevesebb szavazatot Greg kapta (a szavazatok 13,01%-át), így ő lett a III.helyezett.
Ezután kisfilmeket mutattak be a versenyben maradt két játékos Villában töltött életéről. Ezt követően Zsuzsu és Hunor ismét visszatért a Villába. Ezután lezárták a szavazást. Az eredményhirdetéskor Hunor a szavazatok 45,69%-át kapta, így a Való Világ 9 Powered by Big Brother szériáját végül Zsuzsu nyerte 54,31%-kal. Nyereménye 36 millió forint volt.

## Szuperképességek
A 7. évadhoz hasonlóan visszatértek a szuper-képességek, melyekkel a játékosok előnyt szerezhettek. Ha egy játékos kieséséig nem használta fel a szuper-képességét, vagy döntése alapján, ezt átruházhatta egy még bent tartózkodó társára.
| Szuperképesség         | Leírás | Birtokos               | Státusz                                    |
| ---------------------- | --- | ---------------------- | ------------------------------------------ |
| Joker                  | Felhasználásával bármely másik szuper-képességet elveheti, ha ezt még nem használták fel. | Era                    | Felhasználva (20.nap)                      |
| A száműzés joga        | A játékos 8 órára száműzhet valakit a játékból. Akit száműztek, a szaunában kell eltöltenie a 8 órát. | Reni ↓ Zsuzsu          | Felhasználva (60.nap)                      |
| Dupla jel\jelelvevő    | A játékos eldöntheti hogy dupla jelet vagy jelelvevőt használ fel a Kiválasztáson. Dupla jel esetén az egyik villalakó egy adott kiválasztásnál dupla jelet rakhat egyik társára. Jelelvevő esetében egy adott személy a kiválasztáson nem szavazhat. | Radics ↓ Vivien ↓ Roli | Felhasználva (93.nap)                      |
| Lila kendő             | A játékos egy lila kendő sorsával rendelkezik. Felhasználható a birtoklójára, vagy egy adott villalakóra. | Greg ↓ Era ↓ Greg      | Felhasználva (85.nap)                      |
| Én vagyok a király     | Az egyik tematikus héten a játékos automatikusan királyi jogokat kap | Csoki ↓ Lacika         | Felhasználva (67.nap)                      |
| Hazugságvizsgálat      | A játékos egyik társát egy villán kívüli helyszínre elküldheti, ahol hazugságvizsgálóval kivizsgálják. Ezt a szuperképességet háromszor lehet felhasználni, viszont két párbaj között csak egyszer.                                                   | Zsuzsu                 | Kétszer volt felhasználva (17.nap, 76.nap) |
| Párbaj tanács          | Ha a játékos párbajra készül, a képesség felhasználásával tanácsot kérhet a külvilágtól. | Lacika ↓ Roli          | Felhasználva (34.nap)                      |
| 20,000 villér          | Az egyik tematikus héten a játékos 20000 villért kap automatikusan. | Roli ↓ Lacika ↓ Hunor  | Felhasználva (81.nap)                      |
| Hazatelefonálás        | A játékos egy meghatározott időkereten belül telefonon beszélhet egy villán kívüli szerettével. | Ginu                   | Felhasználva (16.nap)                      |
| Védettség megsemmisítő | Védettséget élvező villalakó ellen lehet felhasználni. Felhasználásával az adott villalakó elveszíti a védettségét. | Hunor ↓ Roli           | Felhasználva (95. nap)                     |
| Randevú a villán kívül | A játékos egy általa választott társával egy villán kívüli programon vehet részt. | Krisztián              | Felhasználva (15.nap)                      |
| Jóslás                 | Felhasználásával egy jósnő megy be a villába, és a játékos személyes konzultáción vehet részt. | Adri                   | Felhasználva (18.nap)                      |

## Heti tematikák

### Civilizáció hét
Ezen a héten a villalakók különböző történelmi korok alapján éltek. Mind 3 csapat az őskorban kezdett, és a feladatok során feljebb léphettek a középkorba, majd a nyertes csapat eljuthatott a modernkorba. A győztes nyereménye az volt, hogy elolvashattak a nézői kommentekből egy összeállítást.
      –  Győztes törzs
| Törzs neve | Törzsvezető | Törzs tagjai          | Heti helyezés |
| ---------- | ----------- | --------------------- | ------------- |
| Grenizsuli | Reni        | Greg, Zsuzsu, Roli    | 3.            |
| Gángulé    | Vivien      | Csoki, Era, Krisztián | 2.            |
| Wakanda    | Ginu        | Adri, Hunor, Lacika   | 1.            |

### Iskola hét
Ezen a héten a villalakóknak egy középiskolai oktatásnak megfelelően kellett ének-zene, magyar irodalom és nyelvtan, földrajz és matematika tantárgyakat tanulniuk, valamint testnevelés és illemtan órákon is részt kellett venniük. A villalakókat a hét elején és közepén tartott felmérésen a teljesítményük alapján normál vagy felzárkóztató csoportba sorolták. A hét legjobb tanulója Roli lett, a legtöbbet fejlődött tanulók pedig Csoki és Hunor lettek. Nyereményük egy villán kívüli program volt.
      –  A hét győztesei
| Tanuló    | Osztályzatok | Osztályzatok | Osztályzatok | Osztályzatok | Osztályzatok | Osztályzatok |
| Tanuló    | magyar       | matematika   | földrajz     | ének         | illemtan     | testnevelés  |
| --------- | ------------ | ------------ | ------------ | ------------ | ------------ | ------------ |
| Lacika    | 3            | 2            | 4            | 4            | 3            | 5            |
| Hunor     | 3            | 4            | 4            | 4            | 5            | 5            |
| Krisztián | 2            | 5            | 4            | 4            | 3            | 4            |
| Reni      | 3            | 3            | 3            | 5            | 5            | 5            |
| Vivien    | 4            | 4            | 4            | 4            | 4            | 5            |
| Greg      | 3            | 3            | 3            | 4            | 4            | 5            |
| Adri      | 3            | 3            | 4            | 4            | 4            | 4            |
| Era       | 3            | 3            | 4            | 4            | 5            | 4            |
| Roli      | 4            | 5            | 5            | 4            | 5            | 5            |
| Csoki     | 3            | 5            | 4            | 5            | 4            | 5            |
| Zsuzsu    | 4            | 3            | 4            | 4            | 5            | 4            |

### Közösségi média napok
Ezen a héten a villalakóknak különböző feladatokat kellett teljesíteniük, amiket rögzíteni kellett egy kamerával. A közösség oldalakhoz hasonlóan a villalakók minden nap végén kifejezhették a véleményüket "like" és "dislike" jelekkel. Ezzel párhuzamban a nézők szavazhattak arról, hogy ki teljesített legjobban a hét során. A nézők döntése szerint a győztes Csoki lett. Nyereménye az lett volna, hogy a BeleValóVilágot vezetheti Baukó Évával, ám Csokit kizárták a játékból, így a nyereménye érvénytelenné vált. Helyette a hét második helyezettje, Zsuzsu vezethette a műsort.

### Fitt hét
A villalakók egy személyi edzővel edzettek a hét során, aki ezen kívül egy külön étrendet is kidolgozott nekik. A hét értékelésében szerepet játszott a párok által vesztett súly mértéke, a feladatokban és a hetet lezáró szintfelmérőben való teljesítmény. A szintfelmérő alatt Zsuzsu felhasználta a szuperképességét, így Vivien a száműzetése miatt nem tudott részt venni. A hét első kettő helyezettje villán kívüli programban részesült.
      –  Győztes párosok
| Páros           | Heti helyezés |
| --------------- | ------------- |
| Hunor és Vivien | 4.            |
| Greg és Zsuzsu  | 1.            |
| Reni és Lacika  | 3.            |
| Roli és Adri    | 2.            |

### Hierarchia hét
Ezen a héten a villalakóknak úgy kellett viselkedniük, mintha egy királyságban élnének: szabályokat kellett alkotniuk, és a király vagy királynő minden parancsát teljesíteniük kellett. Mivel az "Én vagyok a király" szuperképesség Lacika birtokában volt, ezért ő lett a király. A király választhatott magának kancellárt, aki segítségével felállíthattak egy hierarchia sorrendet. Minden villalakónak a nála nagyobb helyezéssel rendelkező társának a parancsait kellett teljesítenie. A villalakók kötelesek voltak a "Villabullában" meghatározott szabályokat betartani a tematikus hét során. A király rendelkezése szerint büntetést is szabhatott ki társaira.
| Rangsor | Név    | Titulus      | Alvás helye |
| ------- | ------ | ------------ | ----------- |
| 1.      | Lacika | "Király"     | Hálószoba   |
| 2.      | Roli   | "Kancellár"  | Hálószoba   |
| 3.      | Hunor  | "Alattvalók" | Nappali     |
| 4.      | Greg   | "Alattvalók" | Nappali     |
| 5.      | Reni   | "Alattvalók" | Nappali     |
| 6.      | Zsuzsu | "Alattvalók" | Nappali     |
| 7.      | Adri   | "Alattvalók" | Nappali     |

| Rangsor | Név    | Titulus      | Alvás helye |
| ------- | ------ | ------------ | ----------- |
| 1.      | Adri   | "Király"     | Hálószoba   |
| 2.      | Reni   | "Kancellár"  | Hálószoba   |
| 3.      | Greg   | "Alattvalók" | Nappali     |
| 4.      | Hunor  | "Alattvalók" | Nappali     |
| 5.      | Zsuzsu | "Alattvalók" | Nappali     |
| 6.      | Roli   | "Alattvalók" | Nappali     |
| 7.      | Lacika | "Alattvalók" | Nappali     |

### Villér hét
Ezen a héten a villalakóknak különböző feladatokat kellett teljesíteniük, amelyekért villéreket kaptak. A hét végén a 3 legtöbb villérrel rendelkező villalakó megküzdhetett a hét díjáért, ami egy robogó volt. Mivel a "Húszezer villér" szuperképesség Hunor birtokában volt, ezért ő 20000 extra villérrel kezdte meg a versenyt.
      –  A hét győztese
| Név    | Gyűjtött villér |
| ------ | --------------- |
| Adri   | 41000           |
| Greg   | 51000           |
| Hunor  | 73000           |
| Reni   | 5000            |
| Roli   | 14000           |
| Zsuzsu | 22000           |

### ÉNB Box hét
Az 5. évadban látott tematikus héthez hasonlóan, ezen a héten a villalakók egy boxmeccs keretén belül összecsaptak az Éjjel-nappal Budapest sorozat sztárjaival. A villalakók egész héten edzőkkel készültek a hét végén tartott boxgálára.
      –  A villalakó legyőzte ellenfelét
| Név    | Ellenfél |
| ------ | -------- |
| Adri   | Bori     |
| Roli   | Bécy     |
| Greg   | Tivadar  |
| Zsuzsu | Tamara   |
| Hunor  | Roland   |
| Reni   | Szofi    |

### Sorozat hét
Ezen a héten a villalakóknak egy ötrészes folytatásos sorozatot kellett leforgatniuk. Minden nap más-más villalakó volt a rendező.